# Tidningen NU
Tidningen NU — det liberala nyhetsmagasinet (ofta förkortat NU) var en liberal tidskrift grundad 1983 av Lars Leijonborg. Tidningen ägdes till största del av Liberalerna och gavs ut av Liberal information AB. Tidningen gavs ut veckovis på torsdagar och behandlade politik i allmänhet och Liberalerna och dess politik i synnerhet. Det första numret utkom den 22 september 1983. Upplagan 2014 var 3 500 exemplar. Den 15 januari 2025 meddelade tidningen att den läggs ned på grund av uteblivet presstöd. Det sista numret utkom 27 februari 2025.

## Chefredaktörer
- 1983–1984 Lars Leijonborg[2] (Leijonborg var chefredaktör ett år men ansvarig utgivare till 1986.)
- 1986–1989 Bengt Schöier
- 1989–2001 Gunnar Andrén
- 2001–2013 Jan Fröman
- 2014–2017 Lena Hallerby[1]
- 2018–2022 Ylva Tamm (tidigare Westlund)[1]
- 2023– Hanna Lager[5]